# Janusz Sybis
Janusz Sybis (* 10. října 1952, Čenstochová) je bývalý polský fotbalista, útočník.

## Fotbalová kariéra
Hrál za Śląsk Wrocław, se kterým v roce 1977 vyhrál polskou ligu a v roce 1976 pohár. V polské lize nastoupil ve 306 utkáních a dal 60 gólů. Kariéru končil v USA v týmu sálového fotbalu Pittsburgh Spirit. V Poháru mistrů evropských zemí nastoupil ve 2 utkáních, v Poháru vítězů pohárů nastoupil v 6 utkáních a dal 2 góly a v Poháru UEFA nastoupil v 16 utkáních a dal 7 gólů. Za polskou reprezentaci nastoupil v letech 1976-1980 v 18 utkáních a dal 2 góly.

## Ligová bilance
| Ročník                   | Zápasy | Góly | Klub               |
| ------------------------ | ------ | ---- | ------------------ |
| 2. polská liga 1969/1970 | -      | -    | Śląsk Wrocław      |
| 2. polská liga 1970/1971 | -      | -    | Śląsk Wrocław      |
| 2. polská liga 1971/1972 | -      | -    | Śląsk Wrocław      |
| 2. polská liga 1972/1973 | -      | -    | Śląsk Wrocław      |
| I Liga 1973/1974         | 29     | 4    | Zagłębie Wałbrzych |
| I Liga 1974/1975         | 30     | 9    | Śląsk Wrocław      |
| I Liga 1975/1976         | 28     | 7    | Śląsk Wrocław      |
| I Liga 1976/1977         | 29     | 10   | Śląsk Wrocław      |
| I Liga 1977/1978         | 28     | 6    | Śląsk Wrocław      |
| I Liga 1978/1979         | 28     | 3    | Śląsk Wrocław      |
| I Liga 1979/1980         | 30     | 8    | Śląsk Wrocław      |
| I Liga 1980/1981         | 19     | 1    | Śląsk Wrocław      |
| I Liga 1981/1982         | 30     | 7    | Śląsk Wrocław      |
| I Liga 1982/1983         | 15     | 5    | Śląsk Wrocław      |
| CELKEM 1. polská liga    | 306    | 60   |                    |